# Çiçektepe, Sincan
Çiçektepe là một xã thuộc huyện Sincan, tỉnh Ankara, Thổ Nhĩ Kỳ.